# Grover
Grover je priimek več oseb:
- Alan Grover (1944–2019), avstralski veslač
- John Malcolm Lawrence Grover (1897–1979), britanski general
- Malcom Grover (1897–1970), britanski general
- William Grover-Williams (1903–1945), francosko-britanski dirkač Formule 1